# Генрік Сундстрем
Генрік Сундстрем (швед. Henrik Sundström; нар. 29 лютого 1964) — колишній шведський тенісист.
Найвищу одиночну позицію світового рейтингу — 6 місце досяг 8 жовтня 1984, парну — 99 місце — 29 жовтня 1984 року.
Здобув 5 одиночних титулів.
Найвищим досягненням на турнірах Великого шолома був чвертьфінал в одиночному розряді.
Завершив кар'єру 1989 року.

## Фінали

### Одиночний розряд: 13 (5–8)
| Легенда (одиночний розряд) |
| Великий шлем (0)           |
| Tennis Masters Cup (0)     |
| Серія Мастерс ATP (0)      |
| Тур ATP (5)                |

| Результат | W/L | Дата     | Турнір               | Покриття | Суперник          | Рахунок                 |
| --------- | --- | -------- | -------------------- | -------- | ----------------- | ----------------------- |
| Поразка   | 0–1 | Лип 1982 | Swedish Open, Швеція | Ґрунт    | Матс Віландер     | 4–6, 4–6                |
| Перемога  | 1–1 | Бер 1983 | Ніцца, Франція       | Ґрунт    | Мануель Орантес   | 7–5, 4–6, 6–3           |
| Поразка   | 1–2 | Кві 1983 | Мадрид, Іспанія      | Ґрунт    | Яннік Ноа         | 6–3, 0–6, 2–6, 4–6      |
| Поразка   | 1–3 | Вер 1983 | Женева, Швейцарія    | Ґрунт    | Матс Віландер     | 6–3, 1–6, 3–6           |
| Перемога  | 2–3 | Кві 1984 | Барі, Італія         | Ґрунт    | Педро Реболледо   | 7–5, 6–4                |
| Поразка   | 2–4 | Кві 1984 | Ніцца, Франція       | Ґрунт    | Андрес Гомес      | 1–6, 4–6                |
| Перемога  | 3–4 | Кві 1984 | Монте-Карло, Монако  | Ґрунт    | Матс Віландер     | 6–3, 7–5, 6–2           |
| Поразка   | 3–5 | Тра 1984 | Гамбург, Німеччина   | Ґрунт    | Хуан Агілера      | 4–6, 6–2, 6–2, 4–6, 4–6 |
| Перемога  | 4–5 | Лип 1984 | Swedish Open, Швеція | Ґрунт    | Андерс Яррід      | 3–6, 7–5, 6–3           |
| Поразка   | 4–6 | Вер 1984 | Женева, Швейцарія    | Ґрунт    | Аарон Крікстейн   | 7–6, 1–6, 4–6           |
| Поразка   | 4–7 | Кві 1985 | Гамбург, Німеччина   | Ґрунт    | Мілослав Мечирж   | 4–6, 1–6, 4–6           |
| Поразка   | 4–8 | Бер 1986 | Флоренція, Італія    | Ґрунт    | Андрес Гомес      | 3–6, 4–6                |
| Перемога  | 5–8 | Чер 1986 | Афіни, Греція        | Ґрунт    | Франсіско Масьєль | 6–0, 7–5                |